# Boxe aux Jeux africains de 2019
Navigation
2015 2023
Les compétitions de boxe anglaise des Jeux africains de 2019 se déroulent du 20 au 29 août 2019 à Rabat au Maroc. 

## Médaillés

### Hommes
| Épreuves                    | Or                           | Argent                     | Bronze                   |
| --------------------------- | ---------------------------- | -------------------------- | ------------------------ |
| Poids mouches (-52 kg)      | Rajab Mahommed (BOT)         | Hassan Shaffi Bakari (KEN) | Mohamed Flissi (ALG)     |
| Poids mouches (-52 kg)      | Rajab Mahommed (BOT)         | Hassan Shaffi Bakari (KEN) | Dawit Wibshet (ETH)      |
| Poids coqs (-57 kg)         | Mohamed Hamout (MAR)         | Isaac Masembe (UGA)        | Everisto Mulenga (ZAM)   |
| Poids coqs (-57 kg)         | Mohamed Hamout (MAR)         | Isaac Masembe (UGA)        | Oussama Mordjane (ALG)   |
| Poids légers (-63 kg)       | Abdelhaq Nadir (MAR)         | Richarno Colin (MRI)       | Jonas Junias Jonas (NAM) |
| Poids légers (-63 kg)       | Abdelhaq Nadir (MAR)         | Richarno Colin (MRI)       | Gildas Bangana (CAF)     |
| Poids welters (-69 kg)      | Merven Clair (MRI)           | Abdulafeez Osoba (NGA)     | Idriss Kapenga (COD)     |
| Poids welters (-69 kg)      | Merven Clair (MRI)           | Abdulafeez Osoba (NGA)     | Boniface Maina (KEN)     |
| Poids moyens (-75 kg)       | Tarik Allali (MAR)           | David Semmuju (UGA)        | George Cosby Ouma (KEN)  |
| Poids moyens (-75 kg)       | Tarik Allali (MAR)           | David Semmuju (UGA)        | Ahmed Abdelmoneim (EGY)  |
| Poids mi-lourds (-81 kg)    | Abdelrahman Abdelgawad (EGY) | Peter Mpita Kabeji (COD)   | Mohamed Houmri (ALG)     |
| Poids mi-lourds (-81 kg)    | Abdelrahman Abdelgawad (EGY) | Peter Mpita Kabeji (COD)   | Shakul Samed (GHA)       |
| Poids lourds (-91 kg)       | Abdelhafid Benchabla (ALG)   | Youness Baalla (MAR)       | Youssef Moussa (EGY)     |
| Poids lourds (-91 kg)       | Abdelhafid Benchabla (ALG)   | Youness Baalla (MAR)       | Elly Ochola (KEN)        |
| Poids super-lourds (+91 kg) | Yousry Hafez (EGY)           | Jeamie Tshikeva (COD)      | Solomon Adebayo (NGA)    |
| Poids super-lourds (+91 kg) | Yousry Hafez (EGY)           | Jeamie Tshikeva (COD)      | Fredrick Ramogi (KEN)    |

### Femmes
| Épreuves               | Or                              | Argent                          | Bronze                          |
| ---------------------- | ------------------------------- | ------------------------------- | ------------------------------- |
| Poids mouches (-51 kg) | Roumaysa Boualam (ALG)          | Yasmine Mouttaki (MAR)          | Ayisat Morenikeji Oriyomi (NGA) |
| Poids mouches (-51 kg) | Roumaysa Boualam (ALG)          | Yasmine Mouttaki (MAR)          | Modestine Munga Zalia (COD)     |
| Poids plumes (-57 kg)  | Keamogetse Sadie Kenosi (BOT)   | Marine Fatoumata Camara (MLI)   | Elizabeth Temitayo Oshoba (NGA) |
| Poids plumes (-57 kg)  | Keamogetse Sadie Kenosi (BOT)   | Marine Fatoumata Camara (MLI)   | Dorine Stéphane Mambou (CMR)    |
| Poids légers (-60 kg)  | Khouloud Hlimi Moulahi (TUN)    | Aratwa Francinah Kasemang (BOT) | Fadilat Keji Tijani (NGA)       |
| Poids légers (-60 kg)  | Khouloud Hlimi Moulahi (TUN)    | Aratwa Francinah Kasemang (BOT) | Thérèse Naomie Yumba (COD)      |
| Poids welters (-69 kg) | Bolanle Temitope Shogbamu (NGA) | Alcinda Panguana (MOZ)          | Ivanusa Moreira (CPV)           |
| Poids welters (-69 kg) | Bolanle Temitope Shogbamu (NGA) | Alcinda Panguana (MOZ)          | Oumayma Bel Ahbib (MAR)         |
| Poids moyens (-75 kg)  | Khadija Mardi (MAR)             | Rady Gramane (MOZ)              | Toyin Esther Adejumola (NGA)    |
| Poids moyens (-75 kg)  | Khadija Mardi (MAR)             | Rady Gramane (MOZ)              | Hellen Bakale (UGA)             |

## Tableau des médailles
| Rang  | Nation                           | Or | Argent | Bronze | Total |
| ----- | -------------------------------- | -- | ------ | ------ | ----- |
| 1     | Maroc                            | 4  | 2      | 1      | 7     |
| 2     | Botswana                         | 2  | 1      | 0      | 3     |
| 3     | Algérie                          | 2  | 0      | 3      | 5     |
| 4     | Égypte                           | 2  | 0      | 2      | 4     |
| 5     | Nigeria                          | 1  | 1      | 5      | 7     |
| 6     | Maurice                          | 1  | 1      | 0      | 2     |
| 7     | Tunisie                          | 1  | 0      | 0      | 1     |
| 8     | République démocratique du Congo | 0  | 2      | 3      | 5     |
| 9     | Ouganda                          | 0  | 2      | 1      | 3     |
| 10    | Mozambique                       | 0  | 2      | 0      | 2     |
| 11    | Kenya                            | 0  | 1      | 4      | 5     |
| 12    | Mali                             | 0  | 1      | 0      | 1     |
| 13    | Cameroun                         | 0  | 0      | 1      | 1     |
| 13    | Cap-Vert                         | 0  | 0      | 1      | 1     |
| 13    | Éthiopie                         | 0  | 0      | 1      | 1     |
| 13    | Ghana                            | 0  | 0      | 1      | 1     |
| 13    | Namibie                          | 0  | 0      | 1      | 1     |
| 13    | République centrafricaine        | 0  | 0      | 1      | 1     |
| 13    | Zambie                           | 0  | 0      | 1      | 1     |
| Total | Total                            | 13 | 13     | 26     | 52    |